# Jürgen Eick
Jürgen Eick (* 24. März 1920 in Dresden; † 13. Mai 1990 in Rosenheim) war ein deutscher Wirtschaftsjournalist, Publizist und Mitherausgeber der Frankfurter Allgemeinen Zeitung.

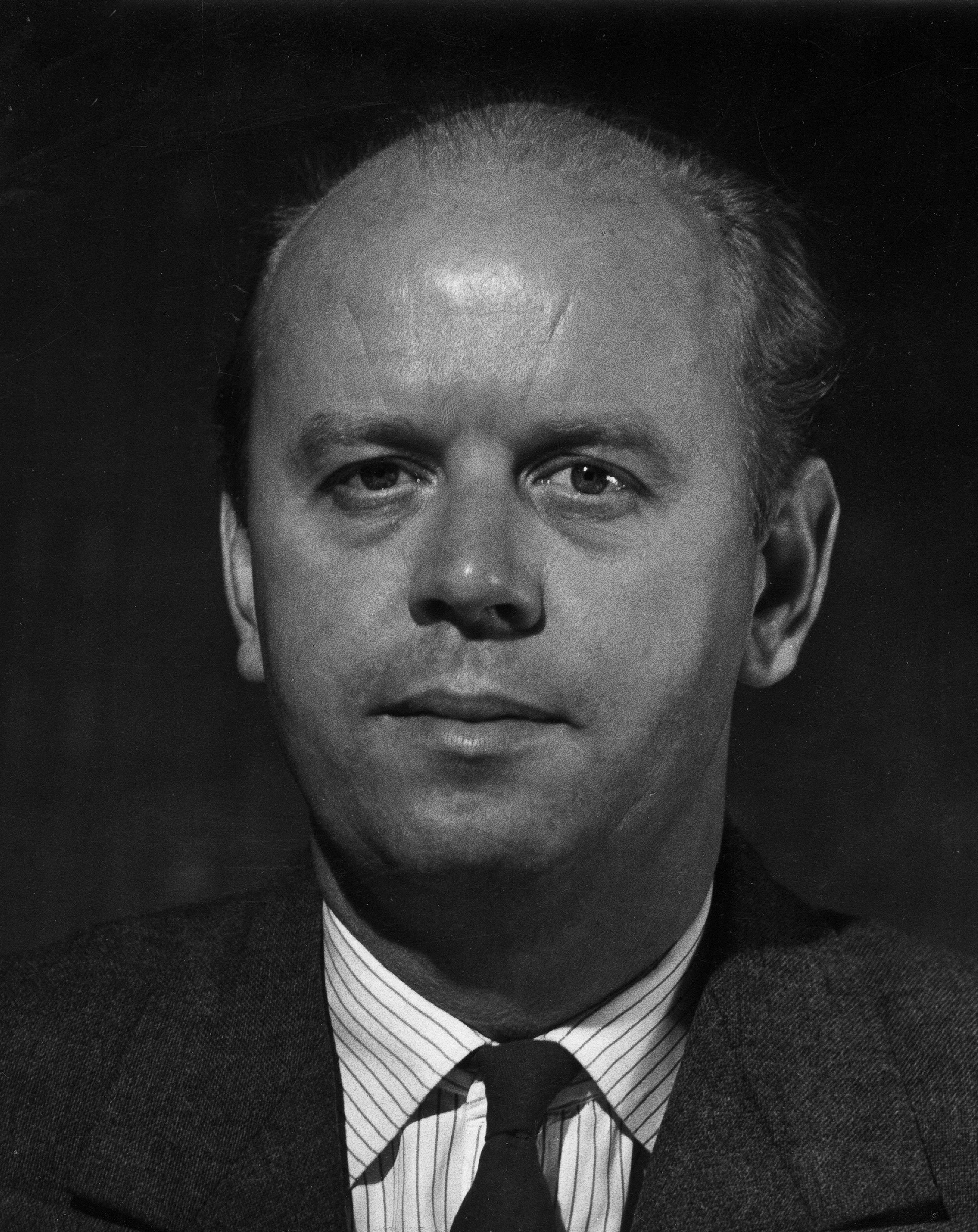
Jürgen Eick (ca. 1965)

## Leben
Eick wurde als Sohn eines Lehrers geboren. Sein Vater, der Direktor einer Handelsoberschule in Freital geworden war,  wurde in der Zeit des Nationalsozialismus entlassen. Eick besuchte das Vitzthum-Gymnasium Dresden und wurde danach zum Reichsarbeitsdienst und zur Wehrmacht verpflichtet. Er wurde schwer verwundet und studierte von 1941 bis 1944 Nationalökonomie an der Friedrich-Wilhelms-Universität zu Berlin (Diplom). 1942 schrieb er eines der Kriegsheftchen aus der Kriegsbücherei der deutschen Jugend, Panzerspähtrupp überfällig, die dazu diente, die deutschen Jugend für Nationalsozialismus  und Krieg zu begeistern.
1947 wurde er an der Philosophischen Fakultät der Universität Erlangen mit der Dissertation Die wirtschaftlichen Folgen der Aufteilung Deutschlands in Zonen zum Dr. rer. pol. promoviert. Er begründete die Wirtschafts-Zeitung in Stuttgart mit. Danach wurde er Wirtschaftsredakteur der Allgemeinen Zeitung.
1949 wurde er Leiter der Wirtschaftsredaktion bei der Frankfurter Allgemeinen Zeitung. Von 1963 bis 1986 war er Mitherausgeber des Blattes. 1985 wurde er Herausgeber der Tageszeitung Die Neue Ärztliche Allgemeine Zeitung für Klinik und Praxis. Darüber hinaus war er Kurator der Fazit-Stiftung und Autor zahlreicher Bücher. Einen ersten größeren publizistischen Erfolg erreichte Eick 1955 mit dem Buch Angina Temporis, das er mit Kurt Gauger verfasst hatte. In weiteren Publikationen widmete er sich vor allem wirtschaftspolitischen Themen.
Der Herausgeber der Frankfurter Allgemeinen Zeitung, Jürgen Jeske, würdigte Eick in dem Nachruf Ein Leben für die Zeitung und die Marktwirtschaft. Jeske hebt darin einleitend hervor: „Er war ein Glücksfall für den Wirtschaftsjournalismus in der Bundesrepublik und für die Frankfurter Allgemeine Zeitung, zu deren Gründungsgeneration er zählte. Jürgen Eick war ein engagierter Streiter für die Soziale Marktwirtschaft, den Ludwig Ehrhard einen ‚Bruder gleichen Geistes‘ nannte. Und er war ein überzeugter Deutscher, den immer wieder die Sorge um dieses Land und seine Menschen bewegte und umtrieb.“
Eick war verheiratet und Vater von zwei Kindern.

## Auszeichnungen
- 1974: Medaille des Goldenen Merkur (Italien)
- 1976: Bundesverdienstkreuz am Bande
- 1977: Großes Silbernes Ehrenzeichen  für Verdienste um die Republik Österreich
- 1977: Ludwig-Erhard-Preis für Wirtschaftspublizistik
- 1980: Bundesverdienstkreuz 1. Klasse

## Schriften (Auswahl)
- Panzerspähtrupp überfällig. Kriegsbücherei der deutschen Jugend, Heft 122, Steiniger, Berlin 1942.
- Die wirtschaftlichen Folgen der Zonengrenzen. Versuch einer Theorie der volkswirtschaftlichen Entflechtung. Union Verlag, Hamburg 1948.
- mit Kurt Gauger: Angina Temporis. Zeitnot, die Krankheit unserer Tage. Ein Wirtschaftler und ein Arzt zum Thema: Keine Zeit! Droste, Düsseldorf 1955.
- Wenn Milch und Honig fliessen. Eine wirtschafts-kritische Studie. Droste, Düsseldorf 1958.
- Das Jahrhundert des kleinen Mannes. Eine zeitkritische Studie. Droste, Düsseldorf 1961.
- Wirtschafts-Quiz. Die deutsche Wirtschaft in Frage und Antwort. Societäts-Verlag, Frankfurt am Main 1970.
- (Hrsg.): So nutzt man den Wirtschaftsteil einer Tageszeitung. Societäts-Verlag, Frankfurt am Main 1971, ISBN 3-7973-0200-2.
- Wie man eine Volkswirtschaft ruinieren kann. Die wirtschaftspolitischen Irrtümer unserer Tage. Societäts-Verlag, Frankfurt am Main 1974, ISBN 3-7973-0254-1.
- Das Regime der Ohnmächtigen. Societäts-Verlag, Frankfurt am Main 1976, ISBN 3-7973-0292-4.
- Als noch Milch und Honig flossen. Erinnerungen an die Marktwirtschaft. Deutsche Verlags-Anstalt, Stuttgart 1982, ISBN 3-421-06115-7.
- Von Ahnungslosigkeit bis Zuversicht. Wörterbuch eines Journalisten. Keyser, München 1989, ISBN 3-87405-194-3.